# 绍尔考·佐尔坦
绍尔考·佐尔坦（匈牙利語：Szarka Zoltán，1942年8月12日—2016年4月18日），匈牙利男子足球运动员，司职守门员。他曾代表匈牙利国家队参加1968年夏季奥林匹克运动会足球比赛，获得一枚金牌。